# Baghdad Bounedjah
Baghdad Bounedjah (arabisch بغداد بونجاح Baghdād Būnedschāh, DMG Baġdād Būnaǧāḥ; * 30. November 1991 in Oran) ist ein algerischer Fußballspieler.

## Karriere

### Jugend und Anfänge
Bounedjah spielte als Jugendlicher für den RCG Oran. Im Juni 2011 wechselte er zum algerischen Erstligisten USM El Harrach.

### Étoile Sportive du Sahel
Im Juni 2013 unterschrieb Bounedjah einen Dreijahresvertrag bei Étoile Sportive du Sahel, einem der Topteams Tunesiens. Sehr schnell wurde er dort zu einem Schlüsselspieler und wurde in seiner ersten Saison 2014 Torschützenkönig. Zusätzlich gewann er mit Étoile zwei Mal den Coupe de Tunisie 2014 und 2015. Dabei erzielte er im Finalspiel 2014 den Siegtreffer gegen den CS Sfax und darauffolgenden Jahr sogar einen Hattrick gegen Stade Gabèsien. Das Spiel endete mit 4:3 für Étoile.
Im November 2015 gewann Bounedjah seinen ersten internationalen Titel, den CAF Confederation Cup 2015, wobei er mit sieben Toren ebenfalls Torschützenkönig wurde.

### Al Sadd Sports Club
Im Juni 2015 unterschrieb Bounedjah einen Vertrag bei al-Sadd Sports Club aus Katar und wurde dabei zum zweitteuersten Transfer in der Geschichte der tunesischen Fußballliga. Da der Verein jedoch die Anzahl der zulässigen ausländischen Spieler in Katar überschritten hatte, wurde Bounedjah für sechs Monate an Étoile ausgeliehen. Der Leihvertrag endete im Dezember 2015. Am 12. August 2018 brach Bounedjah einen Rekord in der Qatar Stars League gegen Al-Arabi; Er erzielte sieben Tore in einem einzigen Spiel, was zuvor noch kein Spieler schaffte. Das Spiel endete mit 10:1.

### Al-Shamal SC
Im Sommer 2024 wechselte er innerhalb der katarischen Liga zu al-Shamal SC.

## Erfolge

### Verein
- Tunesischer Pokalsieger (2): 2014, 2015
- CAF Confederation Cup (1): 2015
- Tunesischer Meister (1): 2016
- Katarischer Pokalsieger (4): 2017, 2020, 2021, 2024
- Katarischer Meister (4): 2019, 2021, 2022, 2024

### Nationalmannschaft
- Afrikameister (1): 2019

## Auszeichnungen
- Torschützenkönig der tunesischen Liga 2014 mit 14 Toren
- Torschützenkönig des CAF Confederation Cup 2015 mit 7 Toren
- Torschützenkönig der katarischen Liga 2017 mit 24 Toren, 2019 mit 39 Toren, 2021 mit 21 Toren
- IFFHS Welt-Torjäger (International): 2018
- IFFHS Welt-Torjäger (National): 2019
- Torschützenkönig der AFC Champions League: 2018
- Algerischer Fußballer des Jahres: 2018